# Milan Mitić
Milan Mitić (in serbo Милан Митић?; Belgrado, 22 gennaio 1984) è un ex calciatore serbo, di ruolo centrocampista.

## Carriera
Ha giocato nella massima serie rumena.